# Stomp uitbreekkommetje
Het stomp uitbreekkommetje (Pyrenopeziza inapiculata) is een schimmel uit de familie Ploettnerulaceae. Het leeft saprotroof op stengels van kruidachtige planten. Hij is bekend van bladeren van de gele lis (Iris pseudacorus).

## Kenmerken
De asci zijn 35-65 µm lang. De ascosporen zijn 0(1) septaat en meten 11-15(18) x 2-2,5 µm.

## Verspreiding
In Nederland komt het stomp uitbreekkommetje uiterst zeldzaam voor.